# Stazione di Brusio
La stazione di Brusio è la stazione ferroviaria della ferrovia del Bernina, gestita dalla Ferrovia Retica. È al servizio del comune di Brusio.

## Storia

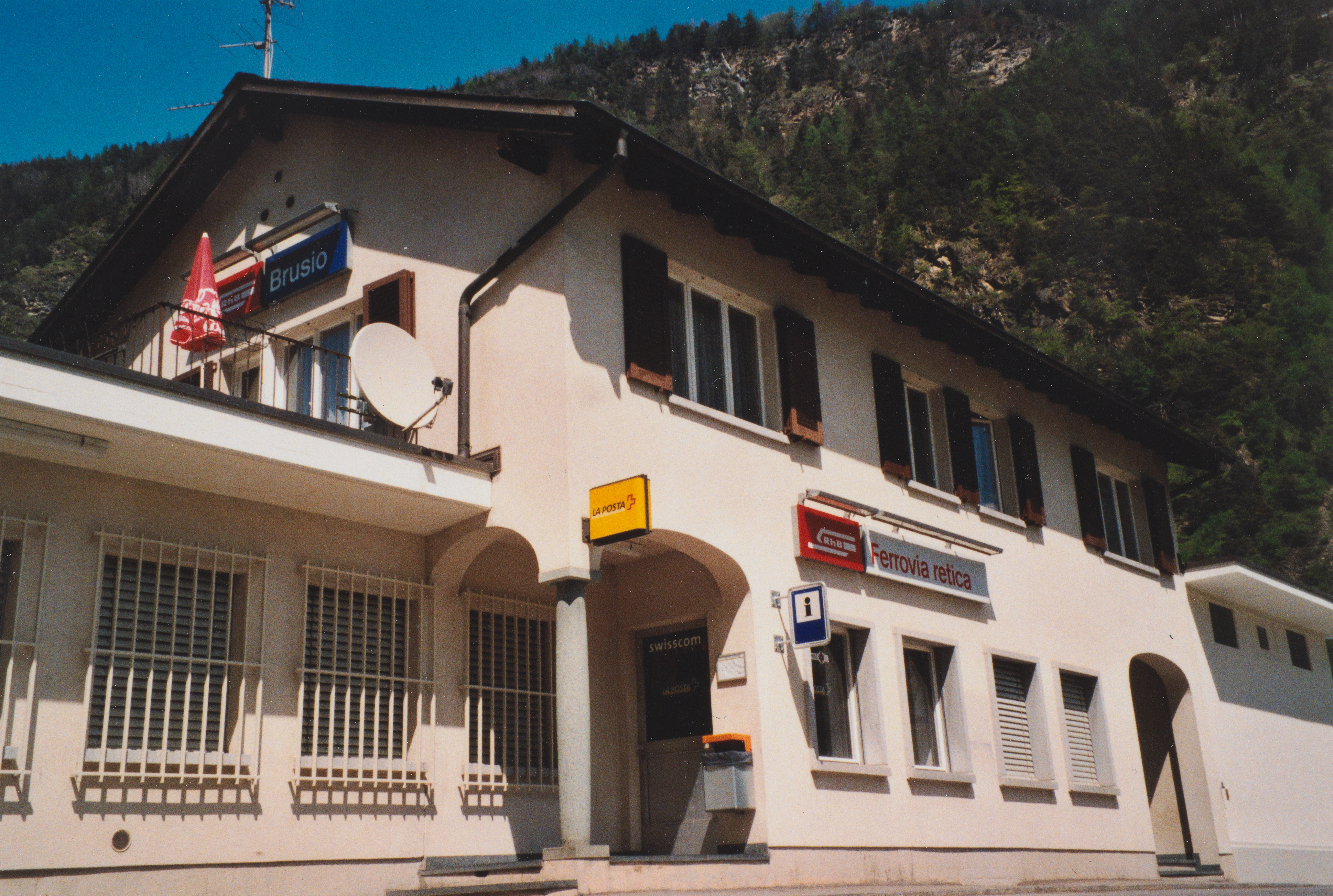
Nel 2001

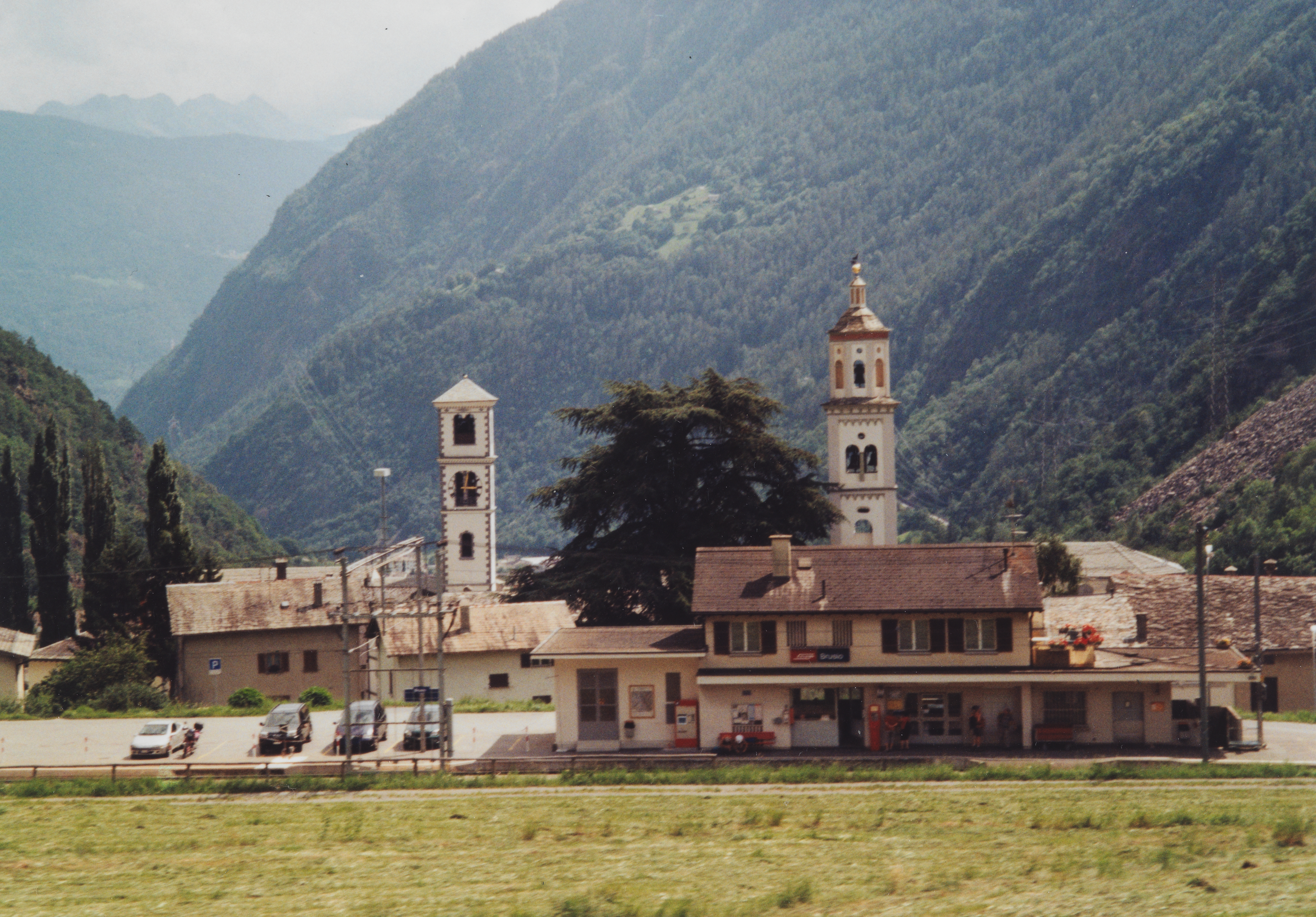
Nel 2011

La stazione entrò in funzione il 1º luglio 1908 insieme alla tratta Tirano-Poschiavo della linea del Bernina della Ferrovia Retica.